# Fussball Club Luzern 2014-2015
Questa voce raccoglie le informazioni riguardanti il Fussball Club Luzern nelle competizioni ufficiali della stagione 2014-2015.

## Stagione
Nella stagione 2014-2015 il Lucerna, allenato da Carlos Bernegger e Markus Babbel, concluse il campionato di Super League al 5º posto. In Coppa Svizzera il Lucerna fu eliminato agli ottavi di finale dall'Aarau. In Europa League il Lucerna fu eliminato al secondo turno di qualificazione dal St. Johnstone.

## Rosa
| N. |                           | Ruolo | Calciatore           |
| -- | ------------------------- | ----- | -------------------- |
| 1  | Svizzera (bandiera)       | P     | David Zibung         |
| 4  | Australia (bandiera)      | C     | Oliver Bozanić       |
| 5  | Croazia (bandiera)        | D     | Kaja Rogulj          |
| 6  | Costa d'Avorio (bandiera) | C     | Thierry Doubaï       |
| 7  | Svizzera (bandiera)       | D     | Claudio Lustenberger |
| 8  | Albania (bandiera)        | C     | Jahmir Hyka          |
| 10 | Austria (bandiera)        | C     | Jakob Jantscher      |
| 11 | RD del Congo (bandiera)   | C     | Ridge Mobulu         |
| 13 | Croazia (bandiera)        | D     | Tomislav Puljić      |
| 14 | Svizzera (bandiera)       | D     | Jérôme Thiesson      |
| 15 | Svizzera (bandiera)       | A     | Marco Schneuwly      |
| 16 | Svizzera (bandiera)       | D     | François Affolter    |
| 18 | Italia (bandiera)         | P     | Lorenzo Bucchi       |

| N. |                       | Ruolo | Calciatore           |
| -- | --------------------- | ----- | -------------------- |
| 19 | Svizzera (bandiera)   | C     | Adrian Winter        |
| 20 | Romania (bandiera)    | A     | Cristian Florin Ianu |
| 21 | Paraguay (bandiera)   | A     | Darío Lezcano        |
| 23 | Mauritania (bandiera) | D     | Sally Sarr           |
| 24 | Svizzera (bandiera)   | C     | Alain Wiss           |
| 26 | Svizzera (bandiera)   | C     | Remo Freuler         |
| 28 | Portogallo (bandiera) | C     | Sava Bento           |
| 30 | Svizzera (bandiera)   | P     | Jonas Omlin          |
| 32 | Svizzera (bandiera)   | C     | Nicolas Haas         |
| 33 | Kosovo (bandiera)     | D     | Fidan Aliti          |
| 35 | Svizzera (bandiera)   | D     | Yannick Schmid       |
| 36 | Svizzera (bandiera)   | A     | Omar Thali           |

## Organigramma societario
Area tecnica
- Allenatore: Markus Babbel
- Allenatore in seconda: Roland Vrabec
- Preparatore dei portieri: Daniel Böbner
- Preparatori atletici: Norbert Fischer, Christian Schmidt

## Calciomercato

### Sessione estiva
| Acquisti | Acquisti           | Acquisti                     | Acquisti |
| R.       | Nome               | da                           | Modalità |
| -------- | ------------------ | ---------------------------- | -------- |
| C        | Bryan Rabello      | Siviglia                     |          |
| D        | Andrés Lamas       | Independiente del Valle      |          |
| C        | Thierry Doubaï     | Sochaux                      |          |
| C        | Nicolas Haas       | Team FC Luzern/SC Kriens U18 |          |
| C        | Claudio Holenstein | Wil                          |          |
| C        | Jakob Jantscher    | N.E.C.                       |          |
| C        | Ridge Mobulu       | Le Mont                      |          |
| P        | Jonas Omlin        | Kriens                       |          |
| D        | Kaja Rogulj        | Austria Vienna               |          |
| C        | Nedim Sacirović    | Wohlen                       |          |
| A        | Marco Schneuwly    | Thun                         |          |

| Cessioni | Cessioni            | Cessioni      | Cessioni |
| R.       | Nome                | a             | Modalità |
| -------- | ------------------- | ------------- | -------- |
| A        | Haxhi Neziraj       | Wohlen        |          |
| C        | Xavier Hochstrasser | Losanna       |          |
| C        | Hekuran Kryeziu     | Vaduz         |          |
| D        | Yassine Mikari      | Club Africain |          |
| A        | Dimităr Rangelov    | Konyaspor     |          |
| C        | Michel Renggli      | Lucerna II    |          |
| D        | Florian Stahel      | Vaduz         |          |

### Sessione invernale
| Acquisti | Acquisti             | Acquisti | Acquisti |
| R.       | Nome                 | da       | Modalità |
| -------- | -------------------- | -------- | -------- |
| A        | Cristian Florin Ianu | Losanna  |          |

| Cessioni | Cessioni           | Cessioni     | Cessioni |
| R.       | Nome               | a            | Modalità |
| -------- | ------------------ | ------------ | -------- |
| C        | Nedim Sacirović    | Wil          |          |
| D        | Ferid Matri        | Wil          |          |
| C        | Bryan Rabello      | Leganés      |          |
| C        | Claudio Holenstein | Wohlen       |          |
| D        | Andrés Lamas       | Barcelona SC |          |

## Risultati

### Super League

#### Prima fase, girone di andata
| Arbitro: | Bieri |

|               |           |             |
| Schneuwly 41’ | Marcatori | 45’ Vanczák |

| Arbitro: | Amhof |

|                                  |           |  |
| Streller 22’ Gashi 39’ Callà 90’ | Marcatori |  |

| Arbitro: | San |

|                          |           |            |
| Mathys 78’ Čavušević 90’ | Marcatori | 9’ Freuler |

| Arbitro: | Hänni |

|               |           |          |
| Schneuwly 19’ | Marcatori | 13’ Lang |

| Arbitro: | Bieri |

|             |           |            |
| Schürpf 68’ | Marcatori | 90’ Mobulu |

| Arbitro: | Schärer |

|               |           |               |
| Schneuwly 11’ | Marcatori | 39’ Kecojević |

| Arbitro: | Klossner |

|             |           |           |
| Lezcano 33’ | Marcatori | 65’ Đurić |

| Arbitro: | Hänni |

|                                 |           |                             |
| Nuzzolo 19’ Afum 34’ Rochat 82’ | Marcatori | 32’ Schneuwly 49’ Jantscher |

| Arbitro: | Pache |

|                                           |           |                             |
| Sadik 37’ (rig.) Ferreira 63’ Sulmoni 80’ | Marcatori | 14’ Schneuwly 59’ Jantscher |

#### Prima fase, girone di ritorno
| Arbitro: | Erlachner |

|             |           |                     |
| Lezcano 90’ | Marcatori | 45’ Russo 64’ Besle |

| Arbitro: | Schärer |

|                                     |           |              |
| Konaté 38’ Carlitos 50’ Perrier 79’ | Marcatori | 5’ Schneuwly |

| Lucerna 19 ottobre 2014, ore 13:45 CEST 12ª giornata | Lucerna | 0 – 0 referto | Vaduz | swissporarena (15 019 spett.)\| Arbitro: \| Amhof \| |
| Arbitro:                                             | Amhof   |               |       |                                                      |

| Arbitro: | San |

|             |           |                      |
| Bozanić 69’ | Marcatori | 41’ Kubo 47’ Steffen |

| Arbitro: | Jaccottet |

|                                   |           |                                                |
| Chikhaoui 36’ (rig.) Chermiti 76’ | Marcatori | 27’ (rig.) Freuler 48’ Lezcano 72’ (aut.) Koch |

| Lucerna 8 novembre 2014, ore 17:45 CET 15ª giornata | Lucerna | 0 – 0 referto | Thun | swissporarena (11 059 spett.)\| Arbitro: \| Amhof \| |
| Arbitro:                                            | Amhof   |               |      |                                                      |

| Arbitro: | Drachta |

|                               |           |                        |
| Dabour 32’ Ravet 34’ Caio 83’ | Marcatori | 50’ Freuler 57’ Doubaï |

| Arbitro: | Bieri |

|  |           |                                      |
|  | Marcatori | 28’ Schneuwly 67’ Lezcano 87’ Mobulu |

| Arbitro: | Hänni |

|  |           |                             |
|  | Marcatori | 55’, 61’ Delgado 90’ Embolo |

#### Seconda fase, girone di andata
| Arbitro: | Studer |

|            |           |             |
| Puljić 83’ | Marcatori | 81’ Vilotić |

| San Gallo 15 febbraio 2015, ore 13:45 CET 20ª giornata | San Gallo | 0 – 0 referto | Lucerna | AFG Arena (10 957 spett.)\| Arbitro: \| Hänni \| |
| Arbitro:                                               | Hänni     |               |         |                                                  |

| Arbitro: | Bieri |

|                                                   |           |  |
| Freuler 38’ (rig.) Lezcano 69’ Schneuwly 72’, 77’ | Marcatori |  |

| Arbitro: | Erlachner |

|                         |           |                         |
| Fernandes 19’ Herea 35’ | Marcatori | 70’ Lezcano 88’ Freuler |

| Arbitro: | Hänni |

|          |           |  |
| Caio 40’ | Marcatori |  |

| Arbitro: | San |

|                            |           |  |
| Schneuwly 6’ Jantscher 76’ | Marcatori |  |

| Arbitro: | Studer |

|            |           |                                             |
| Puljić 52’ | Marcatori | 32’, 49’ Gashi 47’ (rig.) Delgado 87’ Callà |

| Arbitro: | Hameter |

|  |           |            |
|  | Marcatori | 82’ Puljić |

| Arbitro: | Schärer |

|              |           |  |
| González 63’ | Marcatori |  |

#### Seconda fase, girone di ritorno
| Arbitro: | Jaccottet |

|                    |           |  |
| Schneuwly 28’, 66’ | Marcatori |  |

| Arbitro: | Studer |

|             |           |                          |
| Delgado 37’ | Marcatori | 1’ Lezcano 32’ Schneuwly |

| Arbitro: | Erlachner |

|                                                                          |           |                            |
| Jantscher 3’ (rig.), 12’ Sarr 42’ Schneuwly 61’ Affolter 76’ Lezcano 81’ | Marcatori | 7’ Čavušević 82’ Karanović |

| Arbitro: | Amhof |

|                           |           |                                                                     |
| Andrist 47’ Feltscher 87’ | Marcatori | 24’ Jantscher 39’, 90’ Schneuwly 67’ Winter 77’ Lezcano 78’ Freuler |

| Lucerna 10 maggio 2015, ore 13:45 CEST 32ª giornata | Lucerna | 0 – 0 referto | Thun | swissporarena (12 028 spett.)\| Arbitro: \| Gut \| |
| Arbitro:                                            | Gut     |               |      |                                                    |

| Arbitro: | Jancevski |

|  |           |                           |
|  | Marcatori | 26’ Lezcano 61’ Schneuwly |

| Arbitro: | Pache |

|  |           |             |
|  | Marcatori | 13’ Freuler |

| Arbitro: | Studer |

|  |           |            |
|  | Marcatori | 49’ Sadiku |

| Arbitro: | San |

|                                  |           |  |
| Lezcano 3’, 39’ Lustenberger 76’ | Marcatori |  |

### Coppa Svizzera
| 24 agosto 2014, ore 14:30 CEST Primo turno | Konolfingen | 0 – 9 | Lucerna |  |

| 20 settembre 2014, ore 17:30 CEST Secondo turno | Sciaffusa | 3 – 5 | Lucerna |  |

| 29 ottobre 2014, ore 19:30 CET Ottavi di finale | Lucerna | 1 – 2 | Aarau |  |

### Europa League

#### Fase di qualificazione
| Arbitro: | Bastien |

|               |           |             |
| Schneuwly 67’ | Marcatori | 47’ MacLean |

| Arbitro: | Lardot |

|                                   |                      |                                        |
| May 22’ (rig.)                    | Marcatori            | 60’ Schneuwly                          |
| MacLean Caddis MacKay May Scobbie | Tiri di rigore 5 – 4 | Freuler Schneuwly Thiesson Wiss Winter |

## Statistiche

### Statistiche di squadra
| Competizione   | Punti | In casa | In casa | In casa | In casa | In casa | In casa | In trasferta | In trasferta | In trasferta | In trasferta | In trasferta | In trasferta | Totale | Totale | Totale | Totale | Totale | Totale | DR  |
| Competizione   | Punti | G       | V       | N       | P       | Gf      | Gs      | G            | V            | N            | P            | Gf           | Gs           | G      | V      | N      | P      | Gf     | Gs     | DR  |
| -------------- | ----- | ------- | ------- | ------- | ------- | ------- | ------- | ------------ | ------------ | ------------ | ------------ | ------------ | ------------ | ------ | ------ | ------ | ------ | ------ | ------ | --- |
| Super League   | 47    | 18      | 5       | 8       | 5       | 25      | 19      | 18           | 7            | 3            | 8            | 29           | 27           | 36     | 12     | 11     | 13     | 54     | 46     | +8  |
| Coppa Svizzera | -     | 1       | 0       | 0       | 1       | 1       | 2       | 2            | 2            | 0            | 0            | 14           | 3            | 3      | 2      | 0      | 1      | 15     | 5      | +10 |
| Europa League  | -     | 1       | 0       | 1       | 0       | 1       | 1       | 1            | 0            | 1            | 0            | 1            | 1            | 2      | 0      | 2      | 0      | 2      | 2      | 0   |
| Totale         | 47    | 20      | 5       | 9       | 6       | 27      | 22      | 21           | 9            | 4            | 8            | 44           | 31           | 41     | 14     | 13     | 14     | 71     | 53     | +18 |

### Andamento in campionato
| Giornata  | 1 | 2 | 3 | 4 | 5 | 6 | 7 | 8  | 9  | 10 | 11 | 12 | 13 | 14 | 15 | 16 | 17 | 18 | 19 | 20 | 21 | 22 | 23 | 24 | 25 | 26 | 27 | 28 | 29 | 30 | 31 | 32 | 33 | 34 | 35 | 36 |
| --------- | - | - | - | - | - | - | - | -- | -- | -- | -- | -- | -- | -- | -- | -- | -- | -- | -- | -- | -- | -- | -- | -- | -- | -- | -- | -- | -- | -- | -- | -- | -- | -- | -- | -- |
| Luogo     | C | T | T | C | T | C | C | T  | T  | C  | T  | C  | C  | T  | C  | T  | T  | C  | C  | T  | C  | T  | T  | C  | C  | T  | T  | C  | T  | C  | T  | C  | T  | T  | C  | C  |
| Risultato | N | P | P | N | N | N | N | P  | P  | P  | P  | N  | P  | V  | N  | P  | V  | P  | N  | N  | V  | N  | P  | V  | P  | V  | P  | V  | V  | V  | V  | N  | V  | V  | P  | V  |
| Posizione | 6 | 8 | 9 | 9 | 8 | 9 | 8 | 10 | 10 | 10 | 10 | 10 | 10 | 10 | 10 | 10 | 10 | 10 | 10 | 10 | 9  | 9  | 9  | 9  | 9  | 9  | 9  | 8  | 8  | 6  | 6  | 6  | 5  | 5  | 7  | 5  |

Legenda:

Luogo: C = Casa; T = Trasferta. Risultato: V = Vittoria; N = Pareggio; P = Sconfitta.

### Statistiche dei giocatori
| Giocatore       | Super League | Super League | Super League | Super League | Europa League Qual. | Europa League Qual. | Europa League Qual. | Europa League Qual. | Totale   | Totale | Totale      | Totale     |
| Giocatore       | Presenze     | Reti         | Ammonizioni  | Espulsioni   | Presenze            | Reti                | Ammonizioni         | Espulsioni          | Presenze | Reti   | Ammonizioni | Espulsioni |
| --------------- | ------------ | ------------ | ------------ | ------------ | ------------------- | ------------------- | ------------------- | ------------------- | -------- | ------ | ----------- | ---------- |
| F. Affolter     | 31           | 1            | 5            | 1            | 2                   | 0                   | 0                   | 0                   | 33       | 1      | 5           | 1          |
| F. Aliti        | 10           | 0            | 1            | 1            | 0                   | 0                   | 0                   | 0                   | 10       | 0      | 1           | 1          |
| S. Bento        | 2            | 0            | 0            | 1            | 1                   | 0                   | 0                   | 0                   | 3        | 0      | 0           | 1          |
| O. Bozanić      | 23           | 1            | 3            | 0            | 2                   | 0                   | 0                   | 0                   | 25       | 1      | 3           | 0          |
| L. Bucchi       | 2            | 0            | 0            | 0            | 0                   | 0                   | 0                   | 0                   | 2        | 0      | 0           | 0          |
| T. Doubaï       | 27           | 1            | 4            | 0            | 1                   | 0                   | 0                   | 0                   | 28       | 1      | 4           | 0          |
| R. Freuler      | 33           | 7            | 6            | 1            | 2                   | 0                   | 0                   | 0                   | 35       | 7      | 6           | 1          |
| N. Haas         | 8            | 0            | 0            | 0            | 0                   | 0                   | 0                   | 0                   | 8        | 0      | 0           | 0          |
| X. Hochstrasser | 0            | 0            | 0            | 0            | 1                   | 0                   | 0                   | 0                   | 1        | 0      | 0           | 0          |
| C. Holenstein   | 2            | 0            | 0            | 0            | 0                   | 0                   | 0                   | 0                   | 2        | 0      | 0           | 0          |
| J. Hyka         | 22           | 0            | 1            | 0            | 2                   | 0                   | 0                   | 0                   | 24       | 0      | 1           | 0          |
| C. Ianu         | 7            | 0            | 0            | 0            | 0                   | 0                   | 0                   | 0                   | 7        | 0      | 0           | 0          |
| J. Jantscher    | 33           | 6            | 10           | 0            | 0                   | 0                   | 0                   | 0                   | 33       | 6      | 10          | 0          |
| A. Lamas        | 4            | 0            | 1            | 0            | 0                   | 0                   | 0                   | 0                   | 4        | 0      | 1           | 0          |
| D. Lezcano      | 33           | 12           | 5            | 1            | 2                   | 0                   | 0                   | 0                   | 35       | 12     | 5           | 1          |
| C. Lustenberger | 33           | 1            | 11           | 0            | 2                   | 0                   | 1                   | 0                   | 35       | 1      | 12          | 0          |
| F. Matri        | 1            | 0            | 0            | 0            | 0                   | 0                   | 0                   | 0                   | 1        | 0      | 0           | 0          |
| R. Mobulu       | 12           | 2            | 1            | 0            | 0                   | 0                   | 0                   | 0                   | 12       | 2      | 1           | 0          |
| H. Neziraj      | 1            | 0            | 0            | 0            | 0                   | 0                   | 0                   | 0                   | 1        | 0      | 0           | 0          |
| J. Omlin        | 1            | 0            | 1            | 0            | 0                   | 0                   | 0                   | 0                   | 1        | 0      | 1           | 0          |
| T. Puljić       | 9            | 3            | 2            | 0            | 0                   | 0                   | 0                   | 0                   | 9        | 3      | 2           | 0          |
| B. Rabello      | 9            | 0            | 2            | 0            | 0                   | 0                   | 0                   | 0                   | 9        | 0      | 2           | 0          |
| K. Rogulj       | 19           | 0            | 4            | 0            | 2                   | 0                   | 1                   | 0                   | 21       | 0      | 5           | 0          |
| N. Sacirović    | 0            | 0            | 0            | 0            | 0                   | 0                   | 0                   | 0                   | 0        | 0      | 0           | 0          |
| S. Sarr         | 20           | 1            | 6            | 0            | 1                   | 0                   | 0                   | 0                   | 21       | 1      | 6           | 0          |
| Y. Schmid       | 0            | 0            | 0            | 0            | 0                   | 0                   | 0                   | 0                   | 0        | 0      | 0           | 0          |
| M. Schneuwly    | 36           | 17           | 2            | 0            | 2                   | 2                   | 0                   | 0                   | 38       | 19     | 2           | 0          |
| L. Sliskovic    | 0            | 0            | 0            | 0            | 0                   | 0                   | 0                   | 0                   | 0        | 0      | 0           | 0          |
| O. Thali        | 0            | 0            | 0            | 0            | 0                   | 0                   | 0                   | 0                   | 0        | 0      | 0           | 0          |
| J. Thiesson     | 28           | 0            | 4            | 0            | 2                   | 0                   | 1                   | 0                   | 30       | 0      | 5           | 0          |
| A. Winter       | 31           | 1            | 3            | 0            | 2                   | 0                   | 0                   | 0                   | 33       | 1      | 3           | 0          |
| A. Wiss         | 27           | 0            | 10           | 0            | 2                   | 0                   | 0                   | 0                   | 29       | 0      | 10          | 0          |
| D. Zibung       | 33           | 0            | 2            | 0            | 2                   | 0                   | 0                   | 0                   | 35       | 0      | 2           | 0          |